# Sebastian Hellmann

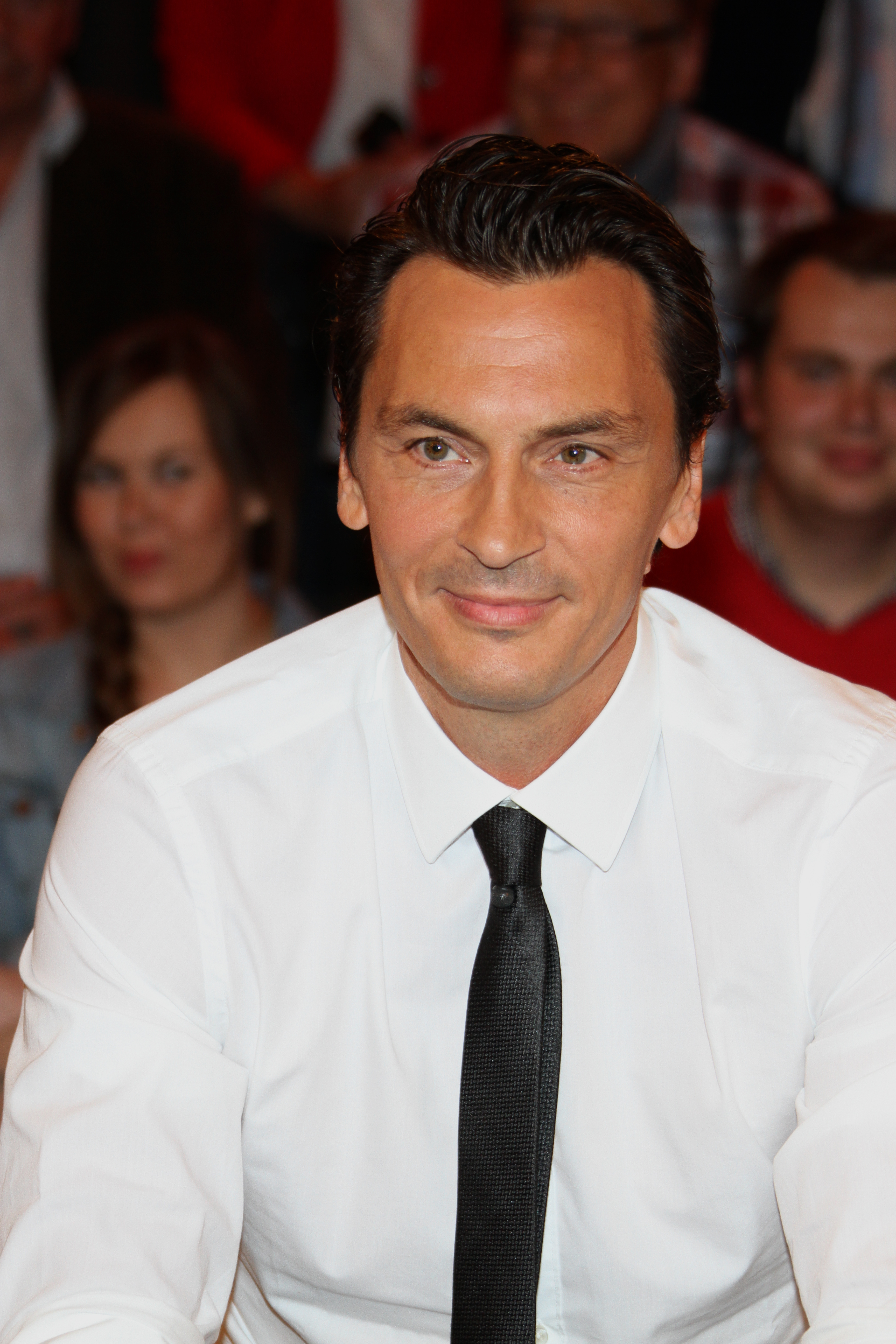
Sebastian Hellmann in der Sendung Markus Lanz.

Sebastian Hellmann (* 13. Oktober 1967 in Bielefeld) ist ein deutscher Fernsehmoderator und -kommentator. Er ist bei Sky Hauptmoderator der Fußball-Bundesliga.

## Leben und Wirken
Hellmann studierte von 1991 bis 1994 an der Deutschen Sporthochschule Köln. Schwerpunkte seines Studiums war „Medien und Kommunikation“. Das Studium schloss er mit dem Diplom ab. Während des Studiums absolvierte er ein Praktikum im Sportarchiv des WDR, arbeitete als freier Mitarbeiter in der Sportredaktion und bei den Privatsendern RTL und Sat.1. Seit 1999 arbeitet er beim Fernsehsender Premiere und bei dessen Nachfolger Sky Deutschland. Er moderiert für Sky Deutschland die Spiele der Fußball-Bundesliga, der UEFA Champions League und des DFB-Pokals. Zwischen 2021 und 2024 moderierte er zudem für den Streamingdienst Prime Video Spiele der UEFA Champions League. Für den Sender Sky Deutschland wird er weiterhin die Spiele der Fußball-Bundesliga präsentieren.
Hellmann kommentierte zusätzlich mit Tom Bayer von 2006 bis 2010 die FIFA-Computerspielreihe von EA Sports (PC- und PlayStation-2-Versionen auch 2011). Er kommentierte auch FIFA 13 für die Wii.
2003 und 2005 erhielt er den Deutschen Fernsehpreis. Am 4. April 2016 wurde Hellmann einstimmig zum Präsidenten des Verbandes Westdeutscher Sportjournalisten (VWS) gewählt. Er beerbt Heribert Faßbender in diesem Amt.
Hellmann ist Fan von Arminia Bielefeld.